# Michel Koch
Michel Koch, nacido el 15 de octubre de 1991 en Wuppertal, es un ciclista alemán, miembro del equipo Rad-Net Rose Team.

## Palmarés
Aún no ha conseguido ninguna victoria como profesional

## Resultados en las grandes vueltas
| Carrera         | 2010 | 2011 | 2012 | 2013 | 2014 |
| --------------- | ---- | ---- | ---- | ---- | ---- |
| Giro de Italia  | -    | -    | -    | -    | 152º |
| Tour de Francia | -    | -    | -    | -    | -    |
| Vuelta a España | -    | -    | -    | -    | -    |
| Mundial en Ruta | -    | -    | -    | -    | -    |

-: no participa

Ab.: abandono